# Pyxidognathus subglobosus
Pyxidognathus subglobosus is een krabbensoort uit de familie van de Varunidae. De wetenschappelijke naam van de soort is voor het eerst geldig gepubliceerd in 1918 door Tesch.